# 縣轄區 (中華民國)
縣轄區是中華民國曾經存在的行政區劃類型之一，由國民政府在1929年中國大陸改革縣的行政區劃後開始設置。縣轄區介於縣與鄉、鎮之間，不具地方自治團體身分，僅作為縣政府的派出機關。最高首長為區長，由所屬縣之縣長指派；行政機關則稱為「區署」。
第二次世界大戰後，中華民國接管臺灣後，國民政府於1945年12月將日治時期的郡及支廳改制為「縣轄區」，直至台灣於1950年實施地方自治後，即全面廢除縣轄區制度。1949年中共建政後，中國大陸的縣轄區繼續延續中華民國的縣轄區制度，但在1990年前後已陸續大量撤銷，今日全中國大陸已經幾乎少有，僅存兩個縣轄區（南山区、奎依巴格区）。

## 臺灣的縣轄區

臺灣的縣轄區大致為日治時期的郡、支廳
市 (shi, chhī)
郡 (gun, kūn)
支廳 (shichō, chi-thiaⁿ)

### 沿革
1945年8月31日，國民政府頒布《台灣省行政長官公署組織大綱》，於9月1日在重慶成立台灣省行政長官公署臨時辦公處，9月20日正式公布《台灣省行政長官公署組織條例》，10月25日臺灣省行政長官公署開始在臺灣運作。台灣省行政長官公署將日治時期行政區劃的州改為縣，郡改為「區」，街改為鎮，庄改為鄉；將五州三廳分設8個大縣（臺北縣、新竹縣、臺中縣、臺南縣、高雄縣、花蓮縣、臺東縣、澎湖縣）、將州、廳轄市改為9個省轄市（基隆市、臺北市、新竹市、臺中市、彰化市、嘉義市、臺南市、高雄市、屏東市）與2個縣轄市（宜蘭市、花蓮市），而將州廳下的郡、支廳改為8個大縣下的「縣轄區」。1945年12月，公告「臺灣省各縣區署等級表」，將轄區有6鄉鎮以上者列一等區署，有4、5鄉鎮者列二等區署，有3鄉鎮以下者列三等區署。區置署區長1人，課長3人，以及根據不同等級區署的員額，此時公告的區署如下：
- 臺北縣：基隆區、七星區、淡水區、宜蘭區、羅東區、蘇澳區、文山區、海山區、新莊區
- 新竹縣：竹東區、竹南區、苗栗區、新竹區、中壢區、桃園區、大溪區、大湖區
- 臺中縣：大屯區、大甲區、彰化區、員林區、北斗區、豐原區、南投區、東勢區、新高區、能高區、竹山區
- 臺南縣：新豐區、新化區、北門區、新營區、嘉義區、虎尾區、東石區、曾文區、北港區、斗六區
- 高雄縣：岡山區、鳳山區、旗山區、潮州區、東港區、屏東區、恆春區
- 臺東縣：臺東區、關山區、新港區
- 花蓮縣：花蓮區、鳳林區、玉里區
- 澎湖縣：望安區

1947年4月22日，臺灣省行政長官公署改組為臺灣省政府。1949年，臺北縣北投鎮、士林鎮獨立直屬於草山管理局；同年3月，在山地鄉增設7處山地區署，而原定區署名稱因未與駐在地鄉名相同，之後更名為「○峰區署」如下：
- 臺北縣：太平山地區署→北峰區署（文山區烏來鄉、羅東區太平鄉（今大同鄉）、南澳鄉合併而來）
- 新竹縣：尖石山地區署→新峰區署（大溪區角板鄉（今復興鄉）、竹東區尖石鄉、五峰鄉、大湖區大安鄉（今泰安鄉）合併而來）
- 臺中縣：仁愛山地區署→中峰區署（東勢區和平鄉、玉山區信義鄉、能高區仁愛鄉合併而來）
- 高雄縣：三地山地區署→高峰區署（雅爾（今桃源區）、多納（今茂林區）、瑪雅（今那瑪夏區）、霧台、瑪家、三地鄉（今三地門鄉）合併而來）
- 高雄縣：春日山地區署→雄峰區署（獅子鄉、泰武鄉、來義鄉、春日鄉、牡丹鄉合併而來）
- 臺東縣：延平山地區署→東峰區署（海端鄉、達仁鄉、金山鄉（今金峰鄉）、延平鄉、蘭嶼鄉合併而來）
- 花蓮縣：萬里山地區署→蓮峰區署（秀林鄉、萬里鄉（今萬榮鄉）、卓溪鄉合併而來）

為管轄大屯山地區，臺北縣政府在1949年1月公告《臺北縣政府大屯山區署組織規程》，計畫設置「大屯山區」取代既有的「草山管理局」，但此規程後於同年8月廢止。1950年3月，草山管理局更名為陽明山管理局；同年8月，臺灣省行政區劃改為臺北、基隆、臺中、臺南、高雄等5個省轄市，及臺北、宜蘭、桃園、新竹、苗栗、彰化、臺中、南投、臺南、嘉義、雲林、高雄、屏東、臺東、花蓮、澎湖等16個縣，同時廢止區署層級行政單位，鄉鎮直接隸屬縣。
- 宜蘭縣：合併宜蘭市、宜蘭區、羅東區（含原蘇澳區）、北峰區南澳、大同鄉
- 桃園縣：合併桃園區、中壢區、大溪區、新峰區角板鄉
- 苗栗縣：合併竹南區、苗栗區、大湖區、新峰區大安鄉
- 彰化縣：合併彰化市、彰化區、員林區、北斗區
- 南投縣：合併南投區、竹山區、能高區、玉山區、中峰區信義、仁愛鄉
- 雲林縣：合併斗六區、虎尾區、北港區
- 嘉義縣：合併嘉義市、嘉義區、東石區
- 屏東縣：合併屏東市、屏東區、潮州區、東港區、恆春區、高峰區、雄峰區霧台、瑪家、三地鄉

### 列表
| 縣     | 區     | 等級 | 區署位置 | 裁撤日期      | 備註                                                                          |
| ------ | ------ | ---- | -------- | ------------- | ----------------------------------------------------------------------------- |
| 臺北縣 | 七星區 | 2    | 臺北市   | 1947年1月     | 廢止後改隸淡水區，1949年士林、北投併入草山管理局                              |
| 臺北縣 | 新莊區 | 2    | 新莊鎮   |               |                                                                               |
| 臺北縣 | 海山區 | 2    | 板橋鎮   | 1947年1月     | 裁撤後改為縣直轄，縣政府由臺北市遷至板橋鎮                                    |
| 臺北縣 | 文山區 | 2    | 新店鎮   |               |                                                                               |
| 臺北縣 | 淡水區 | 2    | 淡水鎮   |               | 1947年接收七星區轄區                                                          |
| 臺北縣 | 基隆區 | 1    | 瑞芳鎮   |               | 1947年1月18日轄內七堵鄉劃為基隆市七堵區（1949年2月1日劃出暖暖區）             |
| 臺北縣 | 宜蘭區 | 2    | 宜蘭市   |               |                                                                               |
| 臺北縣 | 羅東區 | 2    | 羅東鎮   |               |                                                                               |
| 臺北縣 | 蘇澳區 | 3    | 蘇澳鎮   | 1947年1月     | 裁撤後併入羅東區                                                              |
| 臺北縣 | 北峰區 |      | 羅東鎮   |               | 區署初設於三星鄉（羅東區），後遷羅東鎮（羅東區）                              |
| 新竹縣 | 新竹區 | 2    | 新竹市   |               | 1950年新竹縣重組，將新竹市併入                                                |
| 新竹縣 | 竹東區 | 1    | 竹東鎮   |               | 1946年4月轄內竹東鎮、寶山鄉劃為新竹市竹東、寶山區                             |
| 新竹縣 | 苗栗區 | 1    | 苗栗鎮   |               |                                                                               |
| 新竹縣 | 竹南區 | 1    | 竹南鎮   |               |                                                                               |
| 新竹縣 | 大湖區 | 3    | 大湖鄉   |               | 1946年8月15日，自3等改為2等                                                   |
| 新竹縣 | 桃園區 | 2    | 桃園鎮   | 1946年7月31日 |                                                                               |
| 新竹縣 | 大溪區 | 3    | 大溪鎮   | 1949年3月     |                                                                               |
| 新竹縣 | 中壢區 | 2    | 中壢鎮   |               |                                                                               |
| 新竹縣 | 新峰區 |      |          |               |                                                                               |
| 臺中縣 | 豐原區 | 2    | 豐原鎮   |               |                                                                               |
| 臺中縣 | 東勢區 | 2    | 東勢鎮   |               | 1946年3月16日，因管轄新設的和平鄉，從3等改為2等                               |
| 臺中縣 | 大甲區 | 1    | 清水鎮   |               |                                                                               |
| 臺中縣 | 大屯區 | 1    | 臺中市   |               | 1947年2月1日轄內北屯鄉、西屯鄉、南屯鄉劃為台中市北屯、西屯、南屯區。          |
| 臺中縣 | 彰化區 | 1    | 彰化市   |               |                                                                               |
| 臺中縣 | 員林區 | 1    | 員林鎮   | 1946年9月30日 | 1945年臺中縣政府設於此，1950年行政區域調整後，臺中縣政府遷至豐原鎮。          |
| 臺中縣 | 北斗區 | 1    | 北斗鎮   |               |                                                                               |
| 臺中縣 | 南投區 | 2    | 南投鎮   |               |                                                                               |
| 臺中縣 | 竹山區 | 3    | 竹山鎮   |               |                                                                               |
| 臺中縣 | 新高區 | 3    | 集集鎮   |               |                                                                               |
| 臺中縣 | 能高區 | 3    | 埔里鎮   |               | 1948年5月1日，更名為「玉山區」                                                |
| 臺中縣 | 中峰區 |      |          |               |                                                                               |
| 臺南縣 | 新營區 | 1    | 鹽水鎮   | 1946年7月25日 |                                                                               |
| 臺南縣 | 新豐區 | 1    | 歸仁鄉   |               | 1946年3月10日轄內安順鄉劃為臺南市安南區。                                     |
| 臺南縣 | 新化區 | 1    | 新化鎮   |               |                                                                               |
| 臺南縣 | 曾文區 | 2    | 麻豆鎮   |               |                                                                               |
| 臺南縣 | 北門區 | 1    | 佳里鎮   |               |                                                                               |
| 臺南縣 | 嘉義區 | 1    | 民雄鄉   |               | 1946年4月16日，區署從嘉義市遷至民雄鄉；同年6月1日轄內水上鄉劃為嘉義市水上區。 |
| 臺南縣 | 東石區 | 1    | 朴子鎮   |               | 1946年8月1日，轄內太保鄉劃為嘉義市太保區                                      |
| 臺南縣 | 斗六區 | 2    | 斗六鎮   |               |                                                                               |
| 臺南縣 | 虎尾區 | 1    | 虎尾鎮   |               |                                                                               |
| 臺南縣 | 北港區 | 2    | 北港鎮   |               |                                                                               |
| 高雄縣 | 鳳山區 | 1    | 鳳山鎮   | 1946年7月30日 | 裁撤後改為縣直轄                                                              |
| 高雄縣 | 岡山區 | 1    | 岡山鎮   |               |                                                                               |
| 高雄縣 | 旗山區 | 1    | 旗山鎮   |               |                                                                               |
| 高雄縣 | 屏東區 | 2    | 屏東市   | 1947年2月15日 | 1946年4月長治、九塊（今九如，含鹽埔下倉村）併入屏東市                         |
| 高雄縣 | 潮州區 | 1    | 潮州鎮   |               | 1947年2月16日，枋山鄉、獅子鄉改隸恆春區                                       |
| 高雄縣 | 東港區 | 1    | 東港鎮   |               | 1946年4月萬丹鄉併入屏東市，更名為萬丹區                                       |
| 高雄縣 | 恆春區 | 3    | 恆春鎮   |               |                                                                               |
| 高雄縣 | 雄峰區 |      | 三地鄉   |               |                                                                               |
| 高雄縣 | 高峰區 |      | 枋寮鄉   |               |                                                                               |
| 花蓮縣 | 花蓮區 | 3    | 花蓮市   | 1946年7月31日 |                                                                               |
| 花蓮縣 | 鳳林區 | 3    | 鳳林鎮   | 1948年1月15日 |                                                                               |
| 花蓮縣 | 玉里區 | 3    | 玉里鎮   |               |                                                                               |
| 花蓮縣 | 蓮峰區 |      |          |               |                                                                               |
| 臺東縣 | 臺東區 | 2    | 臺東鎮   | 1946年7月31日 |                                                                               |
| 臺東縣 | 關山區 | 3    | 里壠鎮   | 1947年1月30日 |                                                                               |
| 臺東縣 | 新港區 | 3    | 成功鎮   | 1947年1月30日 |                                                                               |
| 臺東縣 | 東峰區 |      | 關山鎮   |               |                                                                               |
| 澎湖縣 | 馬公區 |      |          | 1946年初      |                                                                               |
| 澎湖縣 | 望安區 | 3    |          | 1946年6月30日 |                                                                               |